# Arvid Gabrielson
Arvid Gabrielson, född 18 september 1879 i Törnsfalls församling, Kalmar län, död 4 september 1972 i Danderyds församling, Stockholms län, var en svensk språkforskare.
Gabrielson blev filosofie doktor i Uppsala 1909, var docent i engelska språket där 1909–1921, tillförordnad professor vid Göteborgs högskola 1911–1913 och i Uppsala 1919–1921, blev lektor vid Högre lärarinneseminariet 1921 och docent vid Stockholms högskola 1928. Bland Gabrielsons arbeten märks Rime as a criterion of the pronunciation of Spenser, Pope, Byron and Swinburne (1909) och The influence of w- in old English (1912).